# Belgrandiella mimula
Belgrandiella mimula é uma espécie de gastrópode  da família Hydrobiidae.
É endémica de Austria.